# Ilija Ladin
Ilija Ladin, pravo ime Ilija Kozić (Stratinska, Banja Luka, 19. srpnja 1929. -  Sarajevo, listopad 2001.), bosanskohercegovački pjesnik
Školovao se u rodnom mjestu i Sarajevu gdje je diplomirao na Filozofskom fakultetu francuski i latinski jezik.

## Djela
- "Prije tebe ničeg nema" (pjesme, 1968.)
- "Od neba naovamo" (pjesme, 1973.)
- "Pjesme o kolibi" (1975.)
- "Pjesme o pticama" (1979.)
- "Pjesme" (izbor, 1982.)
- "Izabrane pjesme" (1984.)
- "Patnja je počela" (pjesme, 1986.)
- "Takav sam vam večeras" (pjesme, 1989.)
- "Gospodin Mo" (pjesme, 1995.)
- "Muzama se ispričavam" (pjesme, 1995.)
- "Račun svodeći" (pjesme, 1999.)

## Nagrade
- Blažo Šćepanović 1974.
- Život 1978.
- Svjetlost 1979.
- Fund for Free Expression Award, U.S.A. 1993.
- Šestotravanjska nagrada Grada Sarajeva 1998.
- Nagrada Društva pisaca BiH 1995. za "Gospodin Mo".

## Vanjske poveznice
Kako čitati Ladina
Pjesme
Ilija Ladin »Račun svodeći«[neaktivna poveznica]